# بريتال
بريتال هي إحدى القرى اللبنانية من قرى قضاء بعلبك في محافظة بعلبك الهرمل. تبعد عن العاصمة بيروت مسافة 75 كلم شرقاً، وترتفع 1,150 م عن سطح البحر، وتمتد على مساحة 4,270 هكتار.

## السكان
يبلغ عدد السكان المسجلين في بريتال نحو 100 الف نسمة اما عدد المقيمين حوالي 110 الف نسمة وذلك بسبب النزوح السوري اليها.
يبلغ عدد المنازل نحو 2500 منزلاً، وينتمي غالبية السكان إلى الطائفة الشيعية.

## الزراعة
تمتد حدودها إلى الحدود السورية شرقا و أهم مزروعاتها شجر الكرز و المشمش والجوز و اللوز و العنب.

## الخدمات والمرافق المدنية
البلدة مهملة من الدولة اللبنانية، منها انطلقت ثورة الجياع بقيادة الشيخ صبحي الطفيلي الامين العام السابق لحزب الله.

## آثارها التاريخية
فيها كهوف اثرية و مقابر يهودية قديمة .

## أعلام
- صبحي الطفيلي